# 시몬 라네르
시몬 라네르(이탈리아어: Simon Laner, 1984년 1월 28일 ~ )는 이탈리아의 축구 선수이다.